# Deutsch- und niederländischsprachige Division der UNGEGN
Die Deutsch- und niederländischsprachige Division der UNGEGN (engl. Dutch- and German-speaking Division of the UNGEGN, kurz DGSD) ist eine der Länderdivisionen der Expertengruppe der Vereinten Nationen für geographische Namen (UNGEGN). 

## Zusammensetzung und Aufgabe
Die einzelnen in der Expertengruppe der Vereinten Nationen für geographische Namen (UNGEGN) engagierten Staaten sind einerseits nach sprachlichen, andererseits nach geographischen Kriterien zu insgesamt 24 Divisionen zusammengefasst, wobei manche Staaten Mitglied in mehr als einer Länderdivision sind. Der DGSD gehören jene Länder an, in denen Deutsch, Niederländisch oder Afrikaans einen landesweiten Status als Amtssprache genießen. Es sind dies ‒ bezogen auf die in der UNGEGN aktiven Länder ‒ Belgien, Deutschland, die Niederlande, Österreich, die Schweiz, Südafrika und Suriname. Belgien und die Schweiz sind daneben auch Mitglied der Französischsprachigen Division (French-speaking Division), während Südafrika auch der Südafrikanischen Division (Africa South Division) und Suriname der Lateinamerikanischen Division (Latin America Division) angehört.
Aufgabe der DGSD ist es, auf eine Standardisierung geographischer Namen in den Mitgliedsstaaten hinzuwirken, gerade auch was Aspekte betrifft, die mit sprachlichen oder geographischen Gemeinsamkeiten in Verbindung stehen.

## Geschichte
Eine als Ergebnis der im September 1967 in Genf abgehaltenen 1. Konferenz der Vereinten Nationen zur Standardisierung geographischer Namen eingerichtete Ad-hoc-Expertengruppe beschloss auf ihrer 1. Sitzung am 22. September 1967, dass einem zu schaffenden Expertenkomitee Vertreter sämtlicher größeren sprachlichen bzw. geographischen (Länder-)Gruppen („representatives of each of the major world linguistic/geographic groups“) angehören sollten. Unter den damals vorgeschlagenen Gruppen findet sich bereits eine mit der Bezeichnung „German and Dutch speaking countries“. Für die 2. Sitzung der „Ad Hoc Group of Experts on Geographical Names“ (dem Vorläufergremium der UNGEGN) wurde bereits ein Bericht der regionalen Untergruppe deutsch- und niederländischsprachiger Staaten („Report of the Regional Group of German and Dutch Speaking Countries“) eingereicht, der die Ergebnisse eines entsprechenden Treffens in Bonn-Bad Godesberg am 28. Januar 1970 unter dem Vorsitz von Emil Meynen zusammenfasst. Auf der 3. Sitzung der „Ad Hoc Group of Experts on Geographical Names“ (New York City, 2.-12. Februar 1971) firmiert die Ländergruppe als „Dutch-German Speaking Division“, auf der folgenden Session (London, 9. Mai bzw. 1. Juni 1972) dann als „Dutch and German Speaking Group“. Seit der 5. UNGEGN-Sitzung (New York City, 5.-16. März 1973) ist die heutige Namensform „Dutch and German Speaking Division“ in Gebrauch.

## Aktivitäten
Vertreterinnen und Vertreter der einzelnen Länder der DGSD treffen sich regelmäßig zu Beratungen, häufig im Rahmen von Sitzungen oder Konferenzen der UNGEGN. Im Rahmen dieser Sitzungen und Konferenzen legt die DGSD Berichte vor, in denen sie vor allem über grenzüberschreitende Aktivitäten zur Standardisierung geographischer Namen innerhalb der Division informiert.
Seit 1982 hat die DGSD wiederholt toponymische Trainingskurse organisiert, so beispielsweise 2002 in Enschede bzw. Frankfurt am Main. 
Ebenfalls von der DGSD ausgerichtet wird eine Konferenzreihe unter dem Titel „GeoNames“. Im Folgenden sind die betreffenden Tagungen samt den dazu publizierten Tagungsbänden zusammengestellt:
- Frankfurt am Main, Deutschland, 28.-30. März 2000

Sievers, J. (Hg.): Second International Symposium on Geographical Names ‒ GeoNames 2000. Frankfurt am Main, 28-30 March 2000. Frankfurt am Main 2000 (= Mitteilungen des Bundesamtes für Kartographie und Geodäsie 19)
- Berchtesgaden, Deutschland, 1.-2. Oktober 2001

- Ljouwert/Leeuwarden, Niederlande, 14.-16. April 2005

Proceedings of the International Conference on Minority Names/Indigenous Names and Multilingual Areas, Geonames 2005. Utrecht 2006
- Wien, Österreich, 19.-21. Mai 2008

Jordan, P. u. a. (Hg.): Geographical Names as a Part of the Cultural Heritage. Wien 2009 (= Wiener Schriften zur Geographie und Kartographie)
- Wien, Österreich, 6.-8. November 2019

Dollimore, A. / Jordan, P. (Hg.): Place Names and Migration. Proceedings of the Symposium in Vienna, 6–8 November 2019. Hamburg 2021 (= Name & Place. Contributions to Toponymic Literature and Research 9)